# Vittorio Lingiardi
Vittorio Lingiardi (Milano, 10 ottobre 1960) è un saggista, psichiatra e psicoanalista italiano, professore ordinario di Psicologia dinamica presso la Facoltà di Medicina e Psicologia dell'Università degli Studi di Roma "La Sapienza".

## Biografia
Dopo gli studi al Liceo classico Giovanni Berchet, si è laureato nel 1985 in Medicina e chirurgia all'Università degli Studi di Milano, e specializzato in Psichiatria nel 1989. Dal 1985 al 1998 ha svolto attività clinica e di ricerca presso l'Istituto di Clinica Psichiatrica dell'Università degli Studi di Milano e presso l'Ospedale San Raffaele di Milano. Negli anni 1987-1988, e nuovamente nel 1995, ha trascorso periodi di studio e formazione negli Stati Uniti e in Canada, presso la Menninger Clinic (Topeka, Kansas), la Chestnut Lodge Clinic (Rockville, Maryland) e la McGill University (Montréal, Canada). Dal 2001, anno della sua fondazione, è socio analista dell'International Association for Relational Psychoanalysis and Psychotherapy (IARPP). Dal 2006 al 2013 ha diretto la Scuola di Specializzazione in Psicologia clinica della Sapienza Università di Roma.. Dal 2020 al 2024 è stato presidente della Society for Psychotherapy Research-Italy Area Group (SPR-IAG).
Collabora con la Repubblica, La Stampa, il Venerdì di Repubblica (dove dal 2015 tiene la rubrica "Psycho" su cinema e psicoanalisi) e D di Repubblica.
È autore di due raccolte di poesie pubblicate dall'editore nottetempo: La confusione è precisa in amore (2012)
e Alterazioni del ritmo (2015).

## Contributi
Insieme a Nancy McWilliams, è coordinatore scientifico della nuova edizione dello Psychodynamic Diagnostic Manual (PDM-2), pubblicato negli USA nel 2017 e in Italia nel 2018,

che Otto Kernberg ha definito "the most sophisticated presently available [diagnostic] system".

Insieme a Franco Del Corno ha fondato l'Italian Group for the Advancement of Psychodynamic Diagnosis (IGAPSYD).

È membro del Comitato di revisione scientifica per l'edizione italiana del DSM-5

e del comitato editoriale della casa editrice della Sapienza Università di Roma (Sapienza Università Editrice).

Nel periodo 2013-2016 è stato membro della Commissione per la valutazione dell'idoneità delle Scuole di Specializzazione in Psicoterapia, Ministero dell'istruzione, dell'università e della ricerca (MIUR)
 e del comitato scientifico del "Portale di documentazione LGBT" del Dipartimento per le Pari Opportunità della Presidenza del Consiglio dei Ministri, Ufficio Nazionale Antidiscriminazioni Razziali (UNAR).

È direttore scientifico della rivista Research in Psychotherapy: Psychopathology, Process and Outcome.

Per Raffaello Cortina Editore dirige la collana scientifica "Psichiatria, Psicoterapia, Neuroscienze".

I suoi interessi clinici e scientifici riguardano l'assessment diagnostico e il trattamento terapeutico dei disturbi di personalità, la relazione terapeutica (soprattutto alleanza terapeutica e risposte emotive del terapeuta/controtransfert), i meccanismi di difesa e la valutazione empirica di processo ed esito delle psicoterapie psicodinamiche e psicoanalitiche. Su questi argomenti ha pubblicato numerosi contributi nelle principali riviste internazionali di psichiatria, psicoterapia, psicoanalisi.
Ha condotto studi sui temi dell'identità di genere e dell'orientamento sessuale e dell'omogenitorialità. Con Nicola Nardelli ha scritto le Linee guida per la consulenza psicologica e la psicoterapia con persone lesbiche, gay e bisessuali,

promosse dall'Ordine degli Psicologi del Lazio e recepite dal Consiglio Nazionale dell'Ordine degli Psicologi (CNOP) che ne ha raccomandato la più ampia diffusione all'intera comunità degli psicologi italiani.

Il suo "classico" Citizen gay. Affetti e diritti (il Saggiatore) è giunto alla terza edizione aggiornata (2016).

Secondo Lingiardi, le profonde trasformazioni sociali, culturali e scientifiche degli ultimi decenni – basti pensare a come siano cambiati l'approccio al rapporto mente-cervello, la concezione del setting, il modo di guardare alle sessualità e alle identità di genere – hanno reso necessarie rivisitazioni profonde della psicoanalisi, ferme restando la validità e l'attualità di alcuni suoi elementi fondativi. Per questo motivo, tanto nella sua attività di studioso quanto in quella di docente, ha sempre cercato di colmare lo scarto e facilitare la connessione tra teoria e pratica clinica, sostenendo che il collegamento tra la realtà dell'intervento clinico e il modello teorico di riferimento non è unico e lineare, ma ramificato. "Il puro esercizio del pensiero, in psicoanalisi", dice (p. 71), "non mi ha sedotto – forse perché, per formazione medica, la psicoanalisi è per me prima di tutto un metodo di cura". Per Lingiardi, uno dei compiti del terapeuta consiste infatti nel sapersi muovere tra le diverse scuole di pensiero, considerandole anche come funzioni o metafore che aiutano a comprendere il campo relazionale. Si rende così necessaria una certa libertà da eccessive devozioni e ideologie che, troppo spesso, rischiano di limitare il lavoro clinico e legare il terapeuta a costrizioni binarie (natura/cultura, pulsione/relazione, maschile/femminile, fantasia/realtà, ecc.). È importante che il terapeuta sappia svolgere funzioni diverse, senza per questo perdere il senso della propria identità e il proprio stile. Chi intraprende una terapia mette in azione (e deve poter "usare", in senso winnicottiano) diverse parti del terapeuta: per esempio la sua riflessività, gli aspetti materni e paterni, il senso dell'umorismo, il contenimento, la rêverie. La relazione terapeutica viene vista come un'esperienza condivisa della "coesistenza possibile di livelli molteplici della realtà" (p. 80) in modo da raggiungere una verità narrativa che permetta alla persona in terapia di leggere la propria esperienza, storica ed emotiva, in un modo che sia plausibile e coerente, ma anche elastico e capace di fare i conti con l'imprevedibile oltre che con la innegabile e insopprimibile realtà biologica.
Tra i suoi ultimi saggi vi sono Mindscapes (2017), Diagnosi e destino (2018), Io, tu, noi. Vivere con se stessi, l'altro, gli altri (2019), Al cinema con lo psicoanalista (2020), Arcipelago N. Variazioni sul narcisismo (2021). In Mindscapes affronta i legami tra psiche e paesaggio (dove quest'ultimo è definito "un luogo del mondo che cerchiamo per dare un'immagine a qualcosa che è già in noi"). In Diagnosi e destino parla del modo in cui una diagnosi, "momento-chiave della relazione medico-paziente", può abitare le nostre vite, "sempre più divise tra corpo, mente e tecnologie". In Io, tu, noi approfondisce le dinamiche intrecciate della convivenza che abbiamo con noi stessi, con "l'altro" della relazione amorosa e con "gli altri" della società civile. Al cinema con lo psicoanalista (prefazione di Natalia Aspesi) è la raccolta dei suoi interventi settimanali per la rubrica "Psycho" su il venerdì di Repubblica dedicati al cinema: "Dopo aver visto un film", scrive, "mi sento più analizzato che analista. La mia poltrona, per una volta, non è dietro per interpretare ma davanti per partecipare". Arcipelago N è un saggio dedicato alle diverse forme di narcisismo: sano, fragile, arrogante, maligno, psicopatico. "Il narcisismo abita i nostri amori e tutte le relazioni. Può essere fragile o contundente. Finché cerchiamo di rinchiuderlo in una definizione, non lo capiremo. Occorre una bussola psichica per navigare nei mari insidiosi della stima di sé".

## Premi e riconoscimenti
- 2005 Ralph Roughton Paper Award dell'American Psychoanalytic Association con l'articolo "Psychoanalytic attitudes towards homosexuality: An empirical research"[25][26]
- 2013 Premio Nino Gennaro, assegnato ogni anno dal Sicilia Queer filmfest[27] a un intellettuale che si sia distinto per il suo impegno nella difesa dei diritti delle persone LGBT e per la valorizzazione della cultura delle differenze[28]
- 2017 Author of the Month for the Guilford Press, New York, USA[29]
- 2018 Premio Viareggio-Giuria per Mindscapes. Psiche nel paesaggio (Cortina, 2017)[30][31]
- 2018 Premio Cesare Musatti della Società Psicoanalitica Italiana (SPI)[32]
- 2018 American Board & Academy of Psychoanalysis Book Prize (Clinical section) per il Psychodynamic Diagnostic Manual (PDM-2)[33]
- 2020 Research Award della Society for Psychoanalysis and Psychoanalytic Psychology (Division 39) dell'American Psychological Association[34]
- 2023 The Sigourney Award.[35] Nelle motivazioni del premio si legge: “il suo lavoro pionieristico relativo sia alla diagnosi psicodinamica sia alle tematiche LGBTQ+ dimostra la capacità di colmare il divario tra la ricchezza e la complessità della pratica clinica psicoanalitica e la necessità di solidità empirica, trovando al contempo nuovi modi per ampliare la portata e l'effetto della psicoanalisi”.
- 2025 Premio Bagutta[36] per “Corpo, umano” (Einaudi, 2024).

## Pubblicazioni
Ha pubblicato numerosi volumi, tra cui:
- I disturbi della personalità. Un manuale per capire, un saggio per riflettere, Milano, il Saggiatore, 1996, ISBN 88-428-0320-0.
- (FR)  Les Troubles de la personnalité. Un exposé pour comprendre, un essai pour réfléchir, Paris, Flammarion, 1996, ISBN 978-208035495-2.
- Compagni d'amore. Le omosessualità maschili da Ganimede a Batman, Milano, Raffaello Cortina Editore, 1997, ISBN 88-7078-432-0.
- (EN)  Men in love: male homosexualities from Ganymede to Batman, Chicago, Open Court, 2002, ISBN 978-081269515-1.
- I meccanismi di difesa. Teoria, valutazione, clinica, con F. Madeddu, Milano, Raffaello Cortina Editore, 2002, ISBN 88-7078-751-6.
- L'alleanza terapeutica. Teoria, clinica, ricerca, Milano, Raffaello Cortina Editore, 2002, ISBN 88-7078-741-9
- (EN)  The Mental Health Professions and Homosexuality: International Perspectives, curatela con Jack Drescher, New York, The Haworth Medical Press, 2003, ISBN 978-078902059-8.
- La personalità e i suoi disturbi. Lezioni di psicopatologia dinamica, Milano, il Saggiatore, 2004, ISBN 88-428-1242-0.
- La ricerca in psicoterapia. Modelli e strumenti, curatela con N. Dazzi e A. Colli, Milano, Raffaello Cortina Editore, 2006, ISBN 88-6030-056-8.
- La diagnosi in psicologia clinica. Personalità e psicopatologia, curatela con N. Dazzi e F. Gazzillo, Milano, Raffaello Cortina Editore, 2009, ISBN 978-88-6030-264-9.
- La valutazione della personalità con la SWAP-200, con Drew Westen e J. Shedler, Milano, Raffaello Cortina Editore, 2014, ISBN 978-88-6030-640-1.
- Linee guida per la consulenza psicologica e la psicoterapia con persone lesbiche, gay e bisessuali, con N. Nardelli, Milano, Raffaello Cortina Editore, 2014, ISBN 978-88-6030-669-2
- La personalità e i suoi disturbi. Valutazione clinica e diagnosi al servizio del trattamento, con F. Gazzillo, Milano, Raffaello Cortina Editore, 2014, ISBN 978-88-6030-691-3.
- Citizen gay. Affetti e diritti, 3ª ed., Milano, il Saggiatore, 2016, ISBN 978-88-4282-228-8.
- (EN)  Psychodynamic Diagnostic Manual - 2nd edition (PDM-2), con N. McWilliams, New York, Guilford Press, 2017, ISBN 978-14-6253-0540.
- Mindscapes, Milano, Raffaello Cortina Editore, 2017, ISBN 978-88-6030-932-7.
- Diagnosi e destino, Einaudi, Torino, 2018, ISBN 978-88-0623-594-9.
- Io, tu, noi. Vivere con se stessi, l'altro, gli altri, Milano, UTET, 2019, ISBN 978-88-5117-496-5.
- Arcipelago N. Variazioni sul narcisismo, Einaudi, Torino, 2021, ISBN 978-88-06-24722-5.
- L'ombelico del sogno. Un viaggio onirico, Einaudi, Torino, 2023, ISBN 978-88-06-25451-3.
- Corpo, Umano, Einaudi, Torino, 2024, ISBN 978-88-06-26505-2.